# Pelecopselaphus strictus
Pelecopselaphus strictus es una especie de escarabajo barrenador metálico del género Pelecopselaphus, de la superfamilia Buprestoidea, orden Coleoptera. Fue descrita por Linnaeus en 1758.
Fue publicada en Linnaeus C. Von. Systema naturae sive regna tria naturae systematice proposita per classes, ordines, genera, et species, cum characteribus, differentiis, synonymis, locis. 10th Edition. Holmiae: Impensis Direct. Laurentii Salvii. iv 824 [1] pp. (1758). Se distribuye por la ecozona del Neotrópico.